# 延岡植物園
延岡植物園（のべおかしょくぶつえん）とは、宮崎県延岡市にある市営の植物園。

## 概要
庭園、竹笹園、柑橘園などがあり、柑橘園では10月-11月にみかん狩りを行っている。公園内の施設「みどりの相談所」では、植物の栽培などに関する講習会などが行われている。また「グリーンデータバンク」で植物の情報あっせんコーナーがある。

## 沿革
- 1987年 - 完成

## 施設情報
- 所在地：延岡市天下町1235番地1
- 総面積：8.7ヘクタール
- 入園料：無料
- 開館時間：8:30-17:00